# Ružbašské předhoří
Ružbašské předhoří je geomorfologickou částí Veterného vrchu, podcelku Spišské Magury. Leží na jihovýchodním okraji, v okolí lázeňské obce Vyšné Ružbachy v Staroľubovňanském okrese.

## Vymezení
Území se nachází ve východní části Spišské Magury a zabírá jihovýchodní okraj Veterného vrchu. Na jihozápadním okraji leží město Podolínec, v severní části lázeňská obec Vyšné Ružbachy a v údolí řeky Poprad obec Nižné Ružbachy. Sousedními krajinnými jednotkami jsou na severozápadě Veterný vrch (podcelek Spišské Magury), na severovýchodě leží Ľubovňanská kotlina, podcelek Spišsko-šarišského medzihoria a jižním směrem se nacházejí Levočské vrchy s geomorfologickými částmi Kolačkovský chrbát a Ľubické předhoří. Jihozápadní hranici vymezuje Kežmarská pahorkatina, patřící do podcelku Popradská kotlina.
Jihovýchodní okraj území vymezuje údolí řeky Poprad, do jehož povodí Ružbašské předhoří patří. Západním okrajem teče Krížny potok, centrální části dominuje Rieka a východním okrajem vede zčásti tok Kamienky.

## Doprava
Jižní částí území vede údolím řeky Poprad silnice I/77 (Spišská Belá - Stará Ľubovňa), kterou kopíruje i regionální železnice. Severovýchodním okrajem prochází silnice II/543 z obce Hniezdne do Červeného Kláštora a Spišské Staré Vsi.

## Chráněná území
Tato okrajová část Veterného vrchu leží mimo chráněné území. Z maloplošných, zvláště chráněných lokalit se v Ružbašském předhoří nenachází žádná. Blízko západní hranice leží Jaskyňa v Čube.

## Turismus
Východní část Spišské Magury je turisticky atraktivní zejména v okolí obce Vyšné Ružbachy. Léčivé prameny, využívané v místních lázních, či lyžařský areál v blízkosti obce sem celoročně lákají návštěvníky regionu. Lákadlem jsou také historické památky města Podolínec a nedaleká Jaskyňa v Čube.

### Turistické trasy
- po  červené trase (Mezinárodní Mariánská turistická trasa) z Červeného Kláštora přes Vyšné Ružbachy do obce Nižné Ružbachy
- po  zelené trase z obce Podolínec přes Vyšné Ružbachy do Stráňanského sedla
- po  modré trase z obce Vyšné Ružbachy do Magurského sedla[3]